# Méry-Prémecy
Méry-Prémecy település Franciaországban, Marne megyében. Lakosainak száma 67 fő (2022. január 1.). Méry-Prémecy Aubilly, Bouleuse, Coulommes-la-Montagne, Germigny, Gueux, Janvry, Saint-Euphraise-et-Clairizet és Vrigny községekkel határos.

## Népesség
A település népességének változása:
| Lakosok száma | 84   | 53   | 46   | 60   | 57   | 60   | 61   | 66   | 67   | 67   |
|               | 1968 | 1982 | 1990 | 2006 | 2013 | 2015 | 2017 | 2019 | 2020 | 2022 |